# Jan Diddens
Jan Diddens (Mechelen, 1906. szeptember 14. – 1972. július 21.) belga válogatott labdarúgó.
A belga válogatott tagjaként részt vett az 1930-as világbajnokságon és az 1928. évi nyári olimpiai játékokon.

## Külső hivatkozások
- Jan Diddens a FIFA.com honlapján Archiválva 2015. február 5-i dátummal a Wayback Machine-ben